# Хмелевка (Базарно-Карабулакский район)
Хмелевка — деревня в Базарно-Карабулакском районе Саратовской области России. Входит в Свободинское муниципальное образование.

## География
Расположена на правом берегу Узы в 12 км к северу от посёлка Свободный, в 18 км от Базарного Карабулака и в 103 км от Саратова. Имеется тупиковая подъездная дорога от Свободного (через село Содом). Ближайшая ж.-д. станция находится в Свободном (на линии Аткарск — Сенной).

## История
Деревня основана в 1790 году. Прежнее название — Малый Содом.

## Население
| 2002 | 2010 |
| ---- | ---- |
| 66   | ↘33  |